# Campylopus flagellaceus
Campylopus flagellaceus là một loài rêu trong họ Dicranaceae. Loài này được Müll. Hal. Mitt. mô tả khoa học đầu tiên năm 1869.